# Мойен (остров)
Мойен (на френски: Moyenne) е остров от Сейшелите, отстоящ на 4.5 километра (2.8 мили) от главния остров Мае. Разположен е в североизточната част на архипелага.
Брендън Гримшоу закупува острова за £ 8000 през 1962 година и е единственият му обитател до смъртта си през 2012 г. Гримшоу заедно с един друг човек, Рене Антоан Лафортюн, са първите обитатели на острова, като го обявяват за природен резерват и водят посетители срещу цена от 12 евро. Новите стопани засаждат шестнадесет хиляди дървета, изграждат 4,8 километра екопътеки и внасят гигантски костенурки. Тяхната инвестиция днес е на стойност 34 милиона евро. През 2013 г., след като островът получава статут на национален парк, е построена нова хижа и на острова е настанен надзирател, който събира входната такса от туристите.